# ジョン・ギアリー
ジョン・ホワイト・ギアリー（英:John White Geary、1819年12月30日 - 1873年2月8日）は、アメリカ合衆国の弁護士、政治家であり、南北戦争のときは北軍の将軍だった。カリフォルニア州サンフランシスコの最後のアルカルデかつ初代市長となり、その後カンザス準州とペンシルベニア州の知事を務めた。

## 初期の経歴
ギアリーはペンシルベニア州ウェストモアランド郡のマウント・プレザント近くで、鉄器製造業者かつ校長のリチャード・ギアリーとメリーランド州出身のマーガレット・ホワイトの夫妻の息子として生まれた。14歳の時からキャノンズバーグのジェファーソン大学に通い、土木工学と法律を勉強したが、その父の死去のために卒業前に退学を強いられ、父の負債も引き継いだ。その後ケンタッキー州の測量士や土地投機家など様々な職業を経験し、学資を稼いで大学に戻り、1841年に卒業した。アレゲニー・ポーテイジ鉄道で建設技師として働いた。1843年、マーガレット・アン・ローガンと結婚し、夫妻には数人の息子が生まれたが、マーガレットは1853年に死んだ。ギアリーはその後1858年にペンシルベニア州カーライルで未亡人だったメアリー・チャーチ・ヘンダーソンと再婚した。
ギアリーは10代のときから州民兵隊で活動し、米墨戦争が始まった時は第2ペンシルベニア歩兵連隊に入隊して中佐を務めた。チャプルテペクの戦いで英雄的にその連隊を率い、その過程で5度負傷した。ギアリーは敵の銃撃の格好の目標にされた。当時としては体格が大きく、身長は6フィート6インチ (198 cm)、体重は260ポンド (118 kg) あり、がっしりした体つきだった。その軍歴の中では少なくとも10回は負傷した。ベレンゲイトでの功績で大佐に昇進し、戦争の英雄として故郷に帰った。

## カリフォルニアでの政治
ギアリーは西部に移動して、1849年1月22日にジェームズ・ポーク大統領からサンフランシスコの郵便局長に指名され、1850年にはカリフォルニアが州になる前のサンフランシスコのアルカルデとなり、さらに初代市長となった。現在でもサンフランシスコの歴史の中で最も若い市長となっている。妻の健康が衰えたために、1852年にペンシルベニア州に戻った。妻が死んだ後、フランクリン・ピアース大統領がギアリーをユタ準州の知事に指名しようとしたが、ギアリーが辞退した。

## カンザス準州知事
ギアリーは1856年1月31日にピアース大統領からのカンザス準州知事指名を受け入れた。奴隷制を擁護する集団がギアリーに反対し、その代わりに知事代行のダニエル・ウッドソンやイリノイ州の政治家で測量長官のジョン・カルフーンを支持した。ギアリーは新しい職に対する準備で1ヶ月を過ごしてから、準州に向かった。ミシシッピ川を遡っているときに、船がミズーリ州グラスゴーに入り、偶々最近首になったばかりの前知事ウィルソン・シャノンと出合った。二人は当時起こっていた『血を流すカンザス」危機について短時間議論した。ギアリーはその前にミズーリ州知事のスターリング・プライスと会っており、プライスは自由州支持者ならばミズーリ州内を安全に通過できると約束した。
ギアリーは9月9日にカンザスのレブンワース砦に到着し、翌日準州都ルコンプトンに行って、カンザスの最も若い知事に就任した。ギアリーは以前の政府における統治経験によって準州内に平和をもたらすことができると考えたが、暴力沙汰を止めることができなかった。最初の演説で聴衆に向かって、「私は、いかなる党派も、いかなる派閥も、北部も、南部も、東部も、西部も知ろうとは思わない。カンザスと私の郡をのぞいて何も。」と告げた。ギアリーは当時あったカンザス民兵隊を解体し、新しい州民兵隊を組織し、秩序を保つために連邦軍に大きく依存した。10月17日から準州内の20日間の巡遊を開始し、住民の意見を得るためにどこでも立ち止まって話しかけた。
ギアリーは中立的平和調停者として努力したにも拘らず、奴隷製擁護派の議会と対立した。ミズーリ州の「ボーダー・ラフィアンズ」と呼ばれる武装大部隊がローレンスに向かい再度町を焼こうとしているのを止めさせた。さらに、ルコンプトン憲法制定会議への代議員を選出する法案に拒否権を発動した。この法案は、憲法案がアメリカ合衆国議会に批准を求めて提出される前の住民投票を省略することになっていた。しかし、議会はその拒否権も覆した。
ギアリーはバーモント州議会が1856年から1857年に掛けての厳しい冬を遣り過ごす援けになると送ってくれた2万ドルを送り返したことで、自由州支持者達を怒らせもした。ギアリーはその返書で「ここには疑いもなく苦しみがある...過去の混乱と現在の極端に寒い気候の結果として。しかし、おそらくは他の準州あるいは合衆国のどの州でも存在するようなものは無い」と記した。
当初ギアリーはカンザスの奴隷制廃止論者達から受け取った提案を酷く忌み嫌った。しかし1856年の大統領選挙の時までにその立場を一転させ、チャールズ・L・ロビンソンやサミュエル・ポメロイと親しい友人になっていた。さらに、奴隷制擁護集団を全く信用せず、ピアース大統領に宛てた手紙で、準州内の貧困について彼らを非難していた。ギアリーはアメリカ合衆国上院に送るカンザスの代表について、民主党の推薦を拒否するところまで行った。その代わりに自由州支持者達と共同して自由州としてトピカ憲法に従いカンザスがアメリカ合衆国に加盟する計画を案出した。この案では彼自身が民主党政権の知事となっていた。アメリカ合衆国議会ではこの案に対する支持が得られなかった。
ギアリーは間もなく、その私設秘書ジョン・ギホン博士が奴隷制擁護ラフィアンズに襲われた後で、身の危険を感じるようになった。当時の大統領当選者ジェームズ・ブキャナンに辞任状を提出したが、再指名されるものと予測もしていた。ブキャナンはその代わりに3月12日に3月20日付けでギアリーを解雇した。ギアリーの準州に対する退任挨拶では、彼がその職を求めたわけではなく、「決して望ましいものではない」と述べた。さらに「最近準州をかき回している問題の大半は、その福祉のために特別の興味も無い者達によって起こされている...実際の市民の大半は保守的であり、法を尊び平和を愛する人々であり、それによって準州全体を苦しめることになるその権利全体に固執するよりも和解とその結果としての平和のために犠牲となることを選ぶ」と付け加えた。
ギアリーは銃で武装し夜の間に準州を離れて、3月21日にワシントンD.C.に戻った。その後多くの大衆集会でカンザスの危険な状況について語った。ギアリーはカンザス準州に平和をもたらすことをしなかったが、その治世で就任前よりもより平和な状態にした。ギアリーはペンシルベニアの農場に戻り、再婚した。

## 南北戦争
南北戦争が始まったとき、ギアリーは第147および第28ペンシルベニア歩兵連隊を立ち上げ、第28連隊の大佐になった。ポトマック川上流の地区軍を指揮し、1862年3月8日にはバージニア州リースバーグ近くで負傷し捕虜になったが、即座に捕虜交換の対象となり任務に復した。その後准将に昇進し、ナサニエル・バンクス少将の軍団で1個旅団を指揮し、南軍ストーンウォール・ジャクソン将軍に対抗してバレー方面作戦を戦った。その旅団は6月遅くにはジョン・ポープ少将のバージニア軍に合流した。ギアリーはこの部隊を率いて8月9日のシーダー山の戦いに参戦し、腕と脚に重傷を負った。10月15日に師団長として任務に戻り、この時はポトマック軍の一部となるヘンリー・W・スローカム少将の指揮する第12軍団に組み入れられた。
ギアリーの師団はチャンセラーズヴィルの戦いで激しく戦い、1863年5月3日にその頭上を過ぎた砲弾で倒され意識を失った（ある証言では砲弾がギアリーの胸を直撃したと言っているが、ありそうにないことである）。
ゲティスバーグの戦いでは、スローカムの軍団が初日（1863年7月1日）の戦闘が下火になった後に到着し、北軍前線の最右翼にあたるカルプスヒルで防御的陣地を布いた。2日目、北軍の左翼で激しい戦いが起こって援軍を要求してきたので、ギアリーはジョージ・S・グリーン准将の1個旅団をカルプスヒルに残し、既に出発しつつあった他の師団に随いていくよう命令された。ギアリーはボルティモア・パイクの南で先行する師団を見失い、不可解にも完全に戦場から遠ざかってしまい、最後はロッククリークに着いた。その2個旅団はその夜9時までにカルプスヒルに帰り着いたが、南軍の1個師団とグリーンの1個旅団の間で激しい銃撃戦が行われている最中だった。この当惑させる出来事は2つの点を除いてギアリーの評判を落とすところだった。つまり、ギアリーの師団が援軍に赴くはずだった左翼の戦闘は終わっていたので、必要とはされなかった。またポトマック軍指揮官ジョージ・ミード少将と軍団長のスローカムとの間で、公式報告書の内容に関する議論があったために、大衆の注意はほとんど向けられなかった。
第12軍団はテネシー州チャタヌーガで包囲されている北軍に合流するために西部戦線に派遣された。ウォーハッチーの戦いでは息子のエドワードがギアリーの腕の中で死に、怒り狂ったギアリーはその師団が勢力では遥かに劣っていた戦闘に飛び込ませることになった。第三次チャタヌーガの戦いにおけるルックアウト山の戦闘、アトランタ方面作戦の全体、シャーマン将軍の海への進軍およびカロライナ方面作戦において、その師団指揮で傑出した働きをした。ジョージア州サバンナの降伏を監督し、短期間市の軍政府長官を務め、そこで少将への名誉昇進を果たした。

## ペンシルベニア州知事

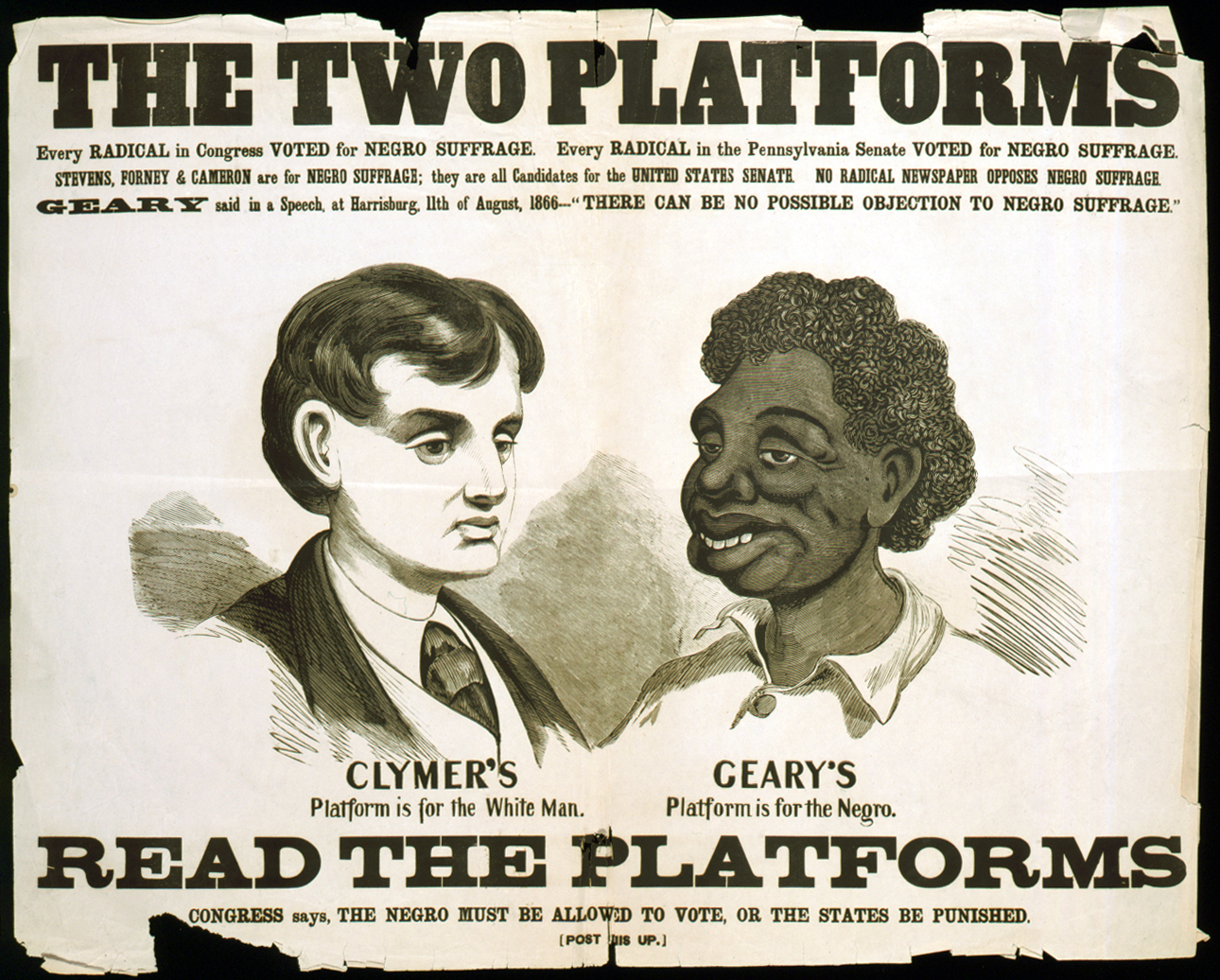
1866年選挙での反対党ポスター。ギアリーの対抗馬ヒースター・クライマーは白人至上主義を綱領に掲げて出馬した。右の黒人はギアリーに擬してある。

戦後、ギアリーは1867年から1873年まで共和党員としてペンシルベニア州知事を2期務めた。政治的独立者としての評判を確立し、鉄道に関する政治的影響力を攻撃し、多くの特別利益供与法案に拒否権を使った。
1873年2月8日、知事職を辞めて3週間足らずの時、ギアリーはペンシルベニア州ハリスバーグで幼児の息子に朝食を準備している時に心臓発作で倒れた。53歳だった。ギアリーはハリスバーグのマウントカルマ墓地に州の儀礼で葬られている。

## 記念
カンザス州ギアリー郡は1889年にギアリーの栄誉を称えて改名された（以前は元アメリカ連合国大統領ジェファーソン・デイヴィスに因んでデイビス郡と名付けられていた。その住民の主張によって改名された。1893年、郡住民はデイビス郡に名前を戻す案を拒否した）。サンフランシスコ市の幹線道路であるギアリー・ブールバード、ペンシルベニア州ニューカンバーランドのギアリー通り（ギアリーが家を所有していた）、ペンシルベニア州都ハリスバーグのギアリー通り、およびペンシルベニア州立大学イーストホールズにある学部生寮の建物であるギアリー・ホールはそれぞれギアリーに因んで名付けられた。ペンシルベニア州マウントプレザントの町の中心にはギアリーに捧げられた記念碑がある。カンザス州ドニファン郡ギアリーもギアリーに因んで名付けられたが、この町は1905年に存在しなくなった。2007年8月11日、ギアリーの栄誉を称える彫像がゲティスバーグ国立軍事公園のカルプスヒルで除幕された。